# Philippe Grimbert
Philippe Grimbert (París, 1948) és un escriptor i psicoanalista francès.

## Obres
Algunes obres d'aquest autor són: 
- Un secret.
- Psychanalyse de la chanson.
- Pas de fumée sans Freud.
- Évitez le divan.
- La Petite robe de Paul.
- Chantons sous la psy.
- La Mauvaise rencontre.
- Les morts ne nous aiment plus. Grasset 2021. ISBN 9782246828648